# Saint-Projet-de-Salers
Saint-Projet-de-Salers település Franciaországban, Cantal megyében. Lakosainak száma 133 fő (2022. január 1.). Saint-Projet-de-Salers Le Falgoux, Le Fau, Fontanges, Girgols, Lascelle, Mandailles-Saint-Julien, Saint-Cernin, Saint-Chamant, Saint-Cirgues-de-Jordanne, Saint-Martin-Valmeroux és Tournemire községekkel határos.

## Népesség
A település népessége az elmúlt években az alábbi módon változott:
| Lakosok száma | 325  | 186  | 157  | 124  | 127  | 138  | 138  | 135  | 133  | 133  |
|               | 1968 | 1982 | 1990 | 2006 | 2013 | 2015 | 2017 | 2019 | 2020 | 2022 |